# Békéscsaba politikai élete
Békéscsaba Békés megye székhelye, legnagyobb városa, egyetlen nagyvárosa és egyetlen megyei jogú városa, a maga 60 ezer lakosával minden 6. megyei itt él. Békéscsaba az 1990-es években jellemzően billegő város volt: 1990-ben még jobboldali, de 1994-ben baloldali, 1998-ban ismét jobboldali, 2002-ben baloldali, majd 2010-ben ismét jobboldali képviselője lett az Országgyűlésben a városnak. Ezzel ellentétben az önkormányzati választáson 1990-től egészen 2006-ig balliberális politikust választottak a város élére. A város 1998 óta folyamatosan jobbra tolódott: 2006-ban FIDESZ-KDNP-s, 2014-ben pedig már Jobbikos támogatású, de független polgármestert választottak Békéscsaba élére.

## Jellemzői
Békéscsaba városa 1990-2014 között az országgyűlési választásokon egymagában alkotta a Békés megyei első számú választókörzetet, így elmondható, hogy az I. választókörzet minden alkalommal reprezentálja is a város lakóinak politikai irányultságát. A mintegy 58 000 békéscsabai szavazó általában hasonlóan az országos trendhez szavazott a múltban, rendszerint kis különbséggel nyertek a jelöltek. Ezért az országgyűlési választásokon egy tipikusan „billegő körzetnek” számít. A városban a rendszerváltás óta mindig a későbbi kormánypárti jelöltek győztek. 2014-től kezdve Békéscsaba választókerületébe tartozik Csabaszabadi, Csorvás, Gerendás, Kétegyháza, Kétsoprony, Kondoros, Szabadkígyós, Telekgerendás és Újkígyós. Ebből Újkígyós és Szabadkígyós 1990-2014 között a Mezőkovácsházi választókerülethez, Csorvás és Gerendás az orosházi választókerülethez, Kétsoprony és Telekgerendás a békési, a többi település pedig valamilyen másik választókerülethez tartozott. Békéscsabán azonban továbbra is a választókerület lakosságának kb. kétharmada él, így a békéscsabaiak egymagukban tudják eldönteni, hogy ki képviselje a választókerületet, hiszen az 58 000 békéscsabai szavazó túlsúlyban van a kb. 25 000 vidéki szavazóhoz képest, így egy Békéscsabán többségben (legalább 29 ezer szavazó által támogatott) jelölt tud nyerni a vidékiek többségének (legfeljebb kb. 12 000 szavazónak) a megléte nélkül is.

## Országgyűlési választások eredményei Békéscsabán
Az 1990-es országgyűlési választáson az MDF, az 1994-esen az MSZP, az 1998-ason a Fidesz, a 2002-es és 2006-os választáson az MSZP, míg a 2010-es és a 2014-es választáson a Fidesz jelöltje lett a befutó.

## Az önkormányzati választások eredményei
Békéscsabán rendszerint az országos átlagnál jobban szerepelt az SZDSZ, illetve az FKGP is. A közgyűlés 1990-2010 között 27 fős volt, ebből tizenhatan a körzetből jutottak be, tizenegyen pedig kompenzációs listán. 1990-től 2006-ig Pap János (SZDSZ) volt a polgármester. A 2006-os önkormányzati választáson Vantara Gyula (Fidesz) győzött, ő 2014-ig irányította a várost. 2014-ben némi meglepetésre a független színekben induló Szarvas Péter lett a polgármester, ezúttal már öt évre.
A közgyűlésben 2006 óta igen erős a jobboldali többség. Csupán egy körzetben, Gerlán tudott nyerni kormánypárti politikus, a többi 15-ben ellenzéki siker született. Így a közgyűlésben 15 fős a Fidesz–KDNP–Vállalkozók Pártja frakció, 7 főt delegál az MSZP (mind kompenzációs listáról), 3 főt az SZDSZ (1 körzeti, 2 listás eredmény) illetve egy-egy hely jutott az MDF és az Együtt Békéscsabáért Egyesület listavezetőinek.

## A 2014-es választások
A 2014-es választások során a 2010-es választások alatt 18 fősre (17 képviselő+polgármester) szűkült közgyűlésben Szarvas Péter polgármester egyszerre két helyet is megszerzett: polgármester, valamint a 2. számú települési egyéni választókerület képviselője is lett, így összesen 17 tagú lett Békéscsaba közgyűlése. A 12 választókerületből 10 lett Fidesz–KDNP-s, 1 független, 1 pedig MSZP-EGYÜTT-DK-MLP-s képviselőjű körzet. Kompenzációs listáról 1 FIDESZ-KDNP-s, 2 MSZP-s, 1 Jobbikos és 1 LMP-s képviselő jutott be, így a következő 5 évben az alábbi arányok fognak érvényesülni a közgyűlésben:
- Fidesz–KDNP: 11 fő
- MSZP-EGYÜTT 2014-DK-MLP: 3 fő
- Jobbik: 1 fő
- LMP: 1 fő
- független: 1 fő